# RM (rapper)
RM (* 12. září 1994), dříve Rap Monster, rodným jménem Kim Nam-džun (korejsky 김남준, anglický přepis: Kim Nam-joon), je jihokorejský skladatel, rapper, tanečník a leader skupiny BTS. Mluví plynně anglicky a japonsky. Je ateista. Warren G pochválil Rap Monstera slovy, že je “jeden z nejlepších rapperů, které zná”.[zdroj?] Americký hip-hopový časopis XXL vydal v roce 2016 článek pojmenovaný 10 korejských rapperů, které byste měl(a) znát, mezi kterými byl i RM.

## Kariéra

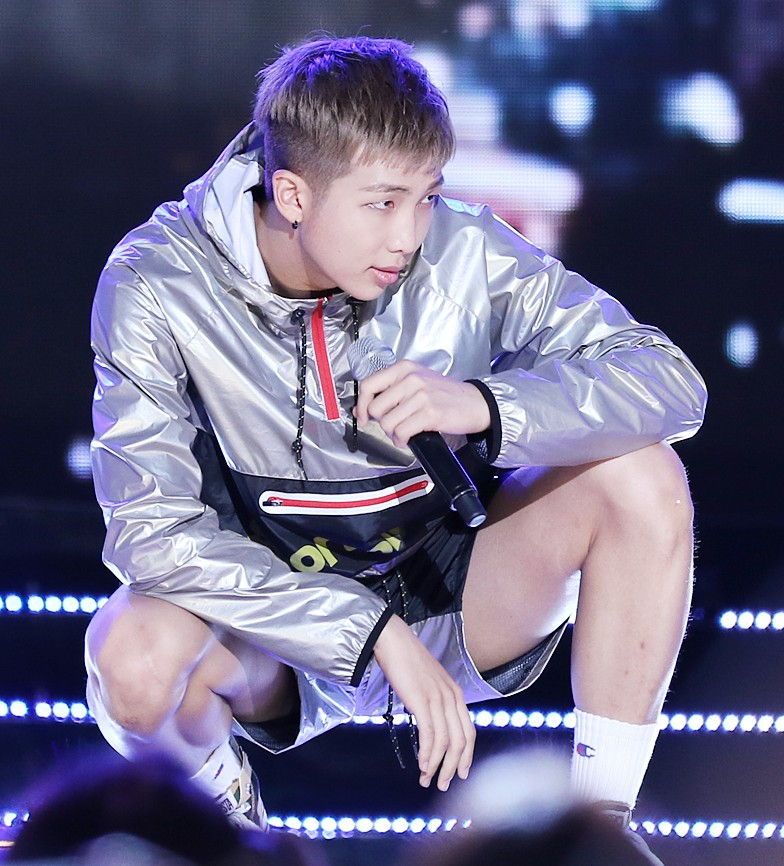
RM 2. 7. 2015

RM začal ve svých 13 let vystupovat na soulské undergroundové hip-hopové scéně pod pseudonymem Runch Randa. Vydal několik skladeb a jednou spolupracoval s undergroundovým rapperem jménem Zico.
V roce 2010 byl během talentové soutěže najat jako první člen BTS.[ujasnit] Rap Monster strávil roky nacvičování s undergroundovým rapperem jménem Suga a tanečníkem jménem J-Hope. Tento skladatel jakožto člen BTS debutoval se skladbou No More Dream z alba 2 Cool 4 Skool. 17. března 2015 vydal mixtape pojmenovaný RM. 19. září 2017 oznámil změnu jména na RM, jelikož Rap Monster již nereprezentuje to, kdo je, ani hudbu, jakou vytváří. V rozhovoru s Entertainment Tonight uvedl, že za jménem RM se může skrývat více významů, jako příklad uvedl Real Me (Pravé Já).[zdroj?]

## Diskografie
| Rok  | Název                      | Album          | Vytvořeno ve spolupráci s                 |
| ---- | -------------------------- | -------------- | ----------------------------------------- |
| 2013 | "Perfect Christmas"        | —              | Jo Kwon, Lim Jeong-hee, Joohee & Jungkook |
| 2015 | "Fantastic"                | Fantastic Four | Mandy Ventrice                            |
| 2015 | "BuckuBucku"               | WondaLand      | MFBTY, EE, & Dino-J                       |
| 2015 | "U"                        | 2              | Primary & Kwon Jin-ah                     |
| 2015 | "P.D.D" (Please Don't Die) | —              | Warren G                                  |
| 2016 | "Reflection"               | Wings          | —                                         |
| 2017 | "Gajah"                    | —              | Gaeko                                     |
| 2017 | "Champion Remix"           | Mania          | Fall Out Boy                              |
| 2017 | "Change"                   | —              | Wale                                      |

## Filmografie
| Rok  | Stanice | Název                                       | Role             | Poznámky                   |
| ---- | ------- | ------------------------------------------- | ---------------- | -------------------------- |
| 2014 | Mnet    | 4things Show - Rap Monster                  | sám sebe         | dokument; 3 díly           |
| 2015 | tvN     | Hot Brain: Problematic Men                  | člen obsazenstva | vědomostní show; 1-22 dílů |
| 2016 | MBig TV | Close-up Observation Diary on Idol: Find Me | sám sebe         | reality show; 2 díly       |
| 2016 | KBS2    | Gura-Chacha: Time Slip - New Boy            | člen obsazenstva | reality show; pilotní díl  |